# Sonny Rollins

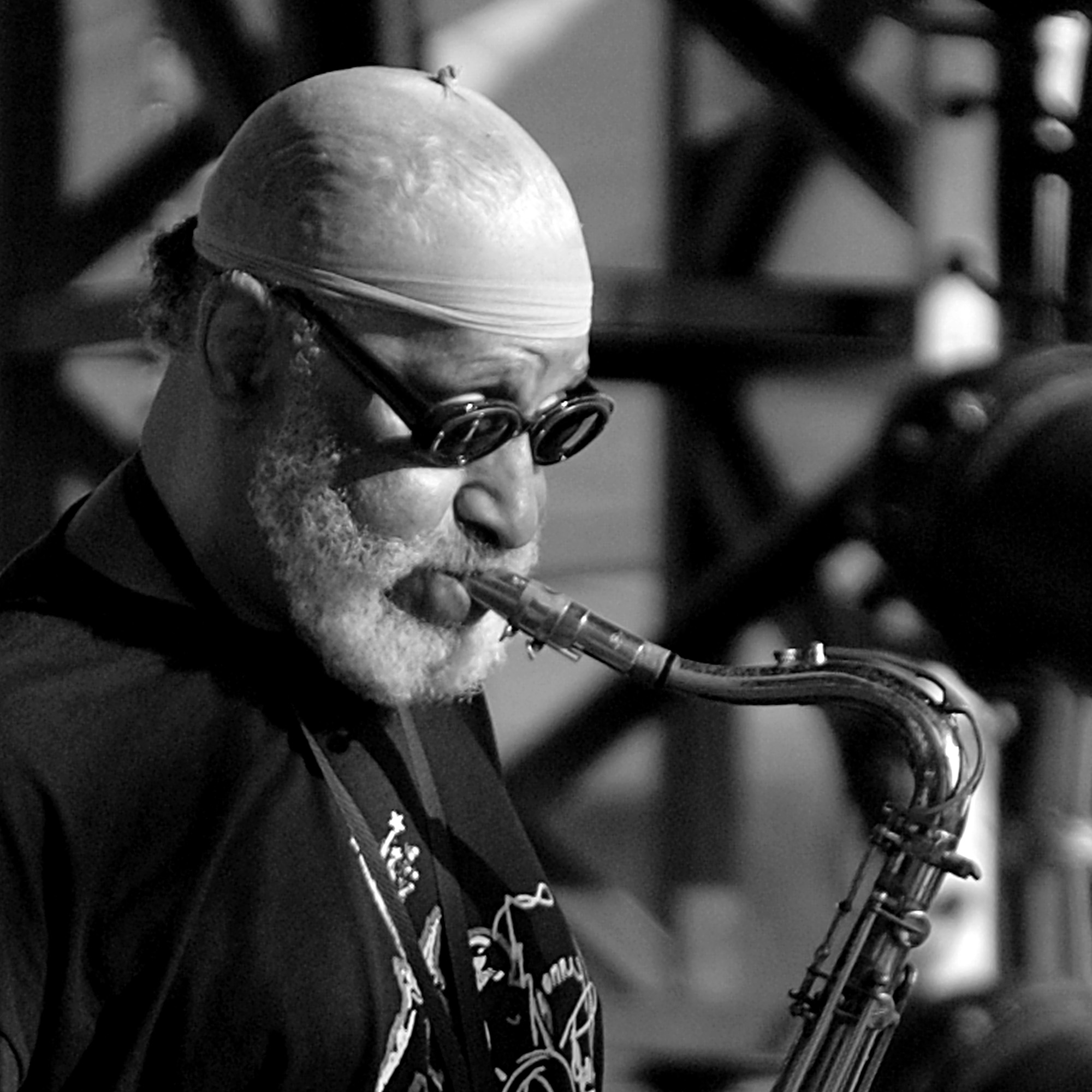
Sonny Rollins bei Jazz à Juan (2005)

Sonny Rollins (* 7. September 1930 in New York; eigentlich Theodore Walter Rollins) ist ein amerikanischer Tenor-Saxophonist und Komponist des Modern Jazz. Sonny Rollins ist einer der einflussreichsten Jazz-Saxophonisten; er löste „die Improvisation aus der Umklammerung des Themas. Mit Kraft und Witz erfand er endlose Assoziationsketten, die bereits Mitte der 1960er-Jahre in Solokonzerten gipfelten.“
Rollins’ Spielweise zeichnet sich durch seine kraftvolle Klangfarbe, seine melodische Improvisation und seine technische Virtuosität aus. Er ist bekannt für seine Fähigkeit, komplexe Rhythmen zu meistern und einzigartige musikalische Ideen zu entwickeln.

## Leben und Werk
Rollins’ Eltern stammen von den karibischen Jungferninseln, seine Mutter hat ihm als Jungen häufig und gerne Lieder aus ihrer Heimat vorgesungen. Er wuchs in Harlem auf, und als ihm im Alter von sieben Jahren einer seiner Onkel erstmals ein Saxophon zeigte, stand für ihn sein Berufswunsch fest. Doch zunächst begann er nach dem Vorbild seines Bruders neunjährig mit dem Klavierspiel; mit 14 Jahren wechselte er zum Altsaxophon und kam 1946 zum Tenorsaxophon. Erste Erfahrungen sammelte er im Harlemer Jazzclub Luckey’s Rendezvous. 1949 nahm er an der Seite von Babs Gonzales seine erste Schallplatte auf. Im gleichen Jahr folgten Aufnahmen mit J. J. Johnson, Bud Powell und Art Blakey. In der Anfangszeit seiner Karriere arbeitete Sonny Rollins am häufigsten mit Miles Davis zusammen, mit dem er seit 1951 auch zusammen aufnahm. Im Januar 1951 entstand mit I Know die erste Single unter Rollins’ Namen, und zwar bei Miles Davis’ erster Session für Prestige (Miles Davis and Horns).
1954 komponierte er für eine Davis-Aufnahme drei Rollins-Kompositionen, die zu Jazzstandards werden sollten: Airegin, Doxy und Oleo. Außerdem entstanden Aufnahmen mit dem Pianisten Thelonious Monk, der ihn stark beeinflusste. Wie viele Jazz-Musiker in den 1950er Jahren war Sonny Rollins drogenabhängig. Nach dem Entzug 1955 spielte er als Nachfolger von Harold Land bis 1956 im Quintett zusammen mit Clifford Brown und Max Roach.
Nach Browns Tod 1956 und einem kurzen Gastspiel im Miles-Davis-Quintett trat er im Folgenden meist unter eigenem Namen auf, häufig im damals ungewöhnlichen Trio ohne Harmonieinstrument (heute eine Standardbesetzung, für die er Vorreiter war). 1956 erschien mit dem Album Saxophone Colossus eine seiner bedeutendsten Aufnahmen, u. a. mit dem Calypso St. Thomas (eine Reverenz an die karibische Herkunft seiner Mutter), der ebenfalls zum Jazzstandard wurde. Auch in den folgenden Jahren schrieb er mit Blues Waltz, Valse Hot, Pent Up House, Blue Seven und Pauls Pal Kompositionen, die häufig von anderen Musikern interpretiert werden. 1956 fand auch die einzige Studiobegegnung mit John Coltrane statt (Tenor Madness), als sie über einen Blues in B zwölf Minuten improvisierten.

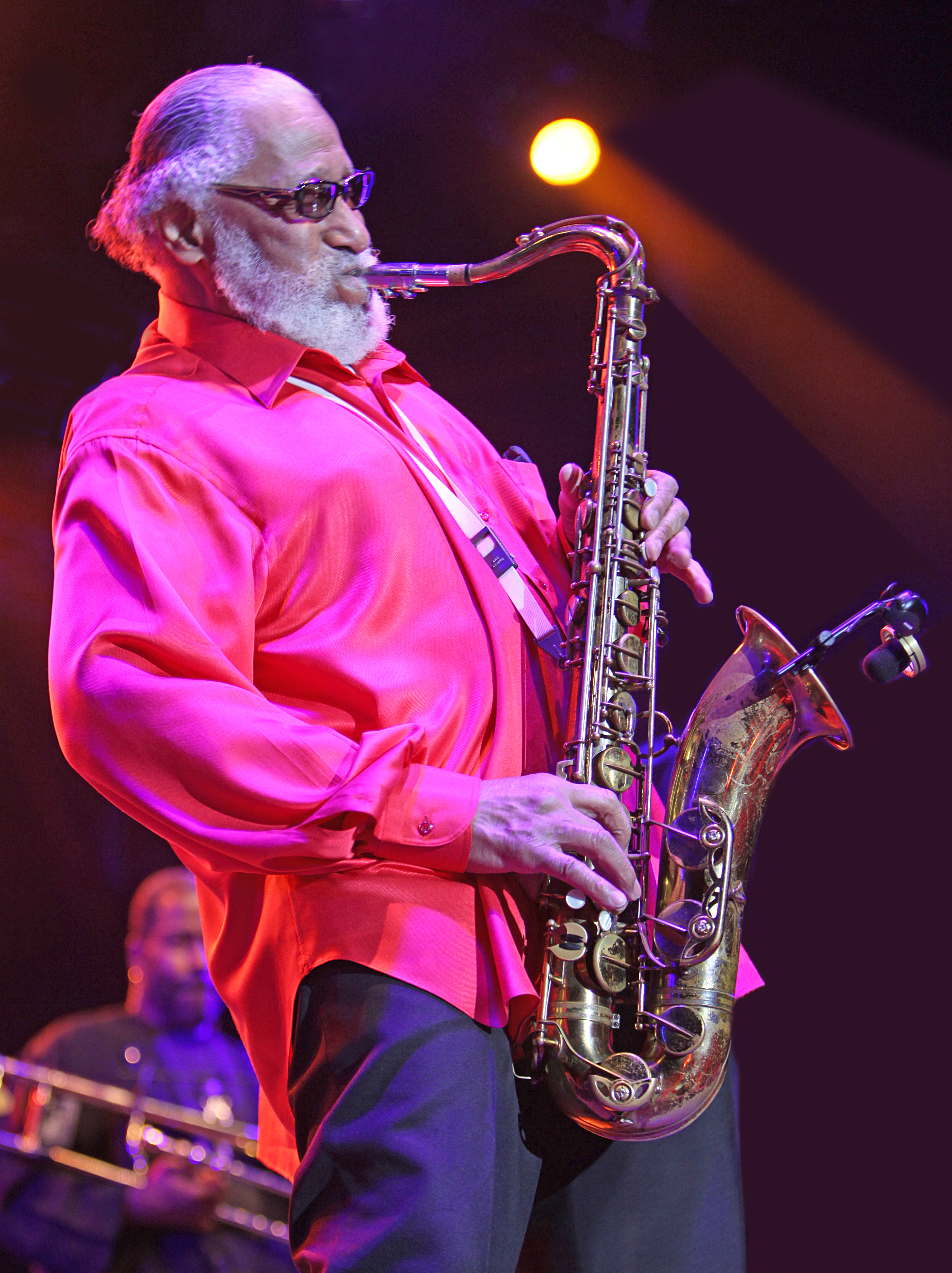
Sonny Rollins (Stockholm 2009)

Seine 19-minütige Freedom Suite spielte er 1958 ein, für ihn ein ausführlicher sozialer Kommentar. 1959 hatte er in San Francisco ein Quartett mit Scott LaFaro, Elmo Hope und Lennie McBrowne, das danach Harold Land übernahm. Im selben Jahr trat er im Trio mit Pete LaRoca und Henry Grimes auch in Deutschland auf, besuchte das Sanremo-Jazzfestival und trat in Chicago beim Playboy Jazz Festival auf. Seit 1956 spielte er innerhalb von nur drei Jahren „vierzehn brillante Alben“ ein. Ab Mitte der 1950er Jahre galt Sonny Rollins als talentiertester Nachwuchssaxophonist. Er gewann 1957 die entsprechende Kritiker-Umfrage des Down-Beat-Jazzmagazins und galt einige Zeit als der neben John Coltrane meistversprechende Tenorsaxophonist.
In der Zeit zwischen 1959 und 1961 zog er sich überraschend aus der Öffentlichkeit zurück, da er nach eigener Aussage zu viel in zu kurzer Zeit erreicht hatte. Er gab das Rauchen und den Alkohol auf, las viel in seinem Apartment in Manhattan, wurde Rosenkreuzer und versuchte sogar das Saxophon-Spiel „neu zu lernen“. Da das den Nachbarn zu laut war, übte er häufig auf der nach Brooklyn führenden Williamsburg Bridge in New York City, wo er sich auch gelegentlich mit Steve Lacy traf. Über seine  Erfahrungen, die „das Fundament für sein Leben als unerreichbarer Improvisator“ legten, sagte Rollins zu Whitney Balliett:
„Du stehst da oben über der ganzen Welt. Du kannst runterschauen, und da ist die Skyline, das Wasser, die Bucht. Es ist ein wunderschönes Panorama. Du kannst da oben so laut spielen, wie du willst. Und du kommst ins Nachdenken. Diese Pracht gibt dir eine ganz neue Perspektive.“
Die erste Aufnahme nach seinem Comeback (auf dem Wohltätigkeitskonzert für die Witwe von Booker Little 1961) nannte er in Anspielung darauf The Bridge. Bis 1966 arbeitete er auch mit Jim Hall (mit dem er ein Quartett hatte), Don Cherry (der Hall 1963 in seinem Quartett ersetzte) und Paul Bley zusammen. 1963 reiste er nach Japan, 1965 auf das Berliner Jazzfestival und nach London. 1968 reiste er u. a. nach Indien; im selben Jahr trat er mit Mary Lou Williams in Kopenhagen auf. Ab 1969 zog er sich wieder zurück, diesmal bis 1971. Seit Anfang der 1970er Jahre war Rollins beim Label Fantasy Records unter Vertrag: Seine Schallplatten der 1970er und 1980er Jahre, bei denen er sich oft am Klang der Fusion-Welle orientierte, konnten jedoch qualitativ oft nicht an seine früheren Aufnahmen anknüpfen. In den 1970er Jahren war er regelmäßig mit eigenem Quintett (ab 1972) und mit den Milestone All Stars (Ron Carter, Al Foster, McCoy Tyner, ab 1978) auf Tour, auch verschiedentlich in Europa, wie auch in den 1980er Jahren. 1974 spielte er mit Rufus Harley beim Montreux Jazz Festival und auf den Berliner Jazztagen.
Seit den 1990er Jahren hatte er sich als einer der herausragenden Solisten des klassischen Modern Jazz etabliert und galt vielen „als der letzte große Event der Jazzgeschichte“. Seine Spielweise ist kraftvoll, manchmal fast derb, jedoch immer sehr melodisch und von einem lakonischen Humor durchsetzt (er galt schon in der Schule als Spaßmacher). Er veröffentlichte weiterhin Aufnahmen, die von der Kritik wohlwollend aufgenommen werden, und trat regelmäßig auf. Nach den Terroranschlägen am 11. September 2001 wurde Rollins aus seiner Wohnung in Downtown Manhattan evakuiert; unter dem Eindruck dieser Erlebnisse nahm er das Album Without a Song: The 9/11 Concert auf, für das er 2006 den Grammy bekam.
2004 starb seine Frau und Managerin Lucille, die sich jahrzehntelang um seine Plattenverträge und Auftritte gekümmert hatte. Rollins gründete nach einer Zeit der Trauer seine eigene Produktionsfirma Doxy Records. Ein weltweit operierender Vertrieb organisiert den Verkauf seiner Aufnahmen. Sein letztes Konzert gab er 2012; zwei Jahre später stellte er aufgrund einer Erkrankung der Lunge sein Saxophonspiel ein.

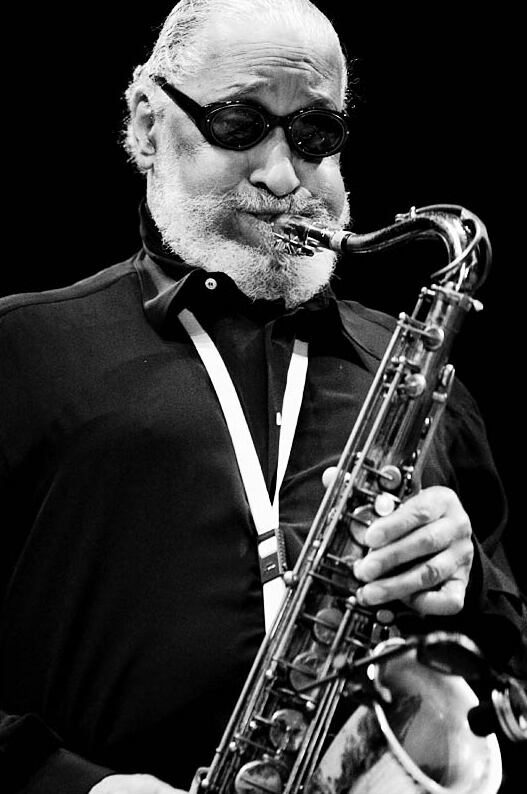
Sonny Rollins (2007)

## Sonstiges
Sein Spitzname ist Newk, außerdem wird er auch mit seinem wirklichen Vornamen Theodore angesprochen.
Pete Wilson drehte 1968 über ihn den Film Rollins und Robert Mugge Saxophon Colossus 1998 (mit einer Aufführung des Concerto for Saxophone and Orchestra von Rollins aus dem Jahr 1986, Rollins kommt selbst zu Wort).
Rollins war früher für sein eigenwilliges Auftreten bekannt, beispielsweise hatte er die Angewohnheit, während der Soli versonnen durchs Publikum zu gehen (wobei er den Raumklang erforschte) – was allerdings auch mehrfach zu Stürzen bei Auftritten führte.
Rollins verfügt über ein großes Selbstbewusstsein, das auch im Titel eines seiner meistgeschätzten Alben anklingt und das er bereits als 25-Jähriger 1956 einspielte: Saxophone Colossus.
St. Thomas ist im Soundtrack des Films Die Waffen der Frauen von Mike Nichols (1988) zu hören, Tenor Madness im Film The Talented Mr. Ripley von Anthony Minghella (1999). Er schrieb den Soundtrack des britischen Films Der Verführer läßt schön grüßen von Lewis Gilbert (1966), mit dem er auch kommerziell erfolgreich war.
Rollins lebte viele Jahrzehnte in der am Hudson River gelegenen Kleinstadt Germantown im Bundesstaat New York. Heute wohnt er in Woodstock, New York.

## Preise und Auszeichnungen
Bereits 1983 wurde Rollins die NEA Jazz Masters Fellowship verliehen, die höchste Auszeichnung für Jazzmusiker in den USA. 2004 erhielt er einen Grammy Award für sein Lebenswerk. 2007 wurde er mit dem Polar Music Prize ausgezeichnet, dem „alternativen Nobelpreis für Musik“, da er „seit über 50 Jahren eine der kraftvollsten und persönlichsten Stimmen des Jazz“ sei. 2009 wurde ihm in Salzburg das Österreichische Ehrenkreuz für Wissenschaft und Kunst I. Klasse verliehen. 2010 wurde er in die American Academy of Arts and Sciences gewählt. 2011 wurde Rollins mit dem Kennedy-Preis gewürdigt. Am 22. Oktober 2015 würdigte die Jazz Foundation of America sein Lebenswerk mit dem Lifetime Achievement Award.

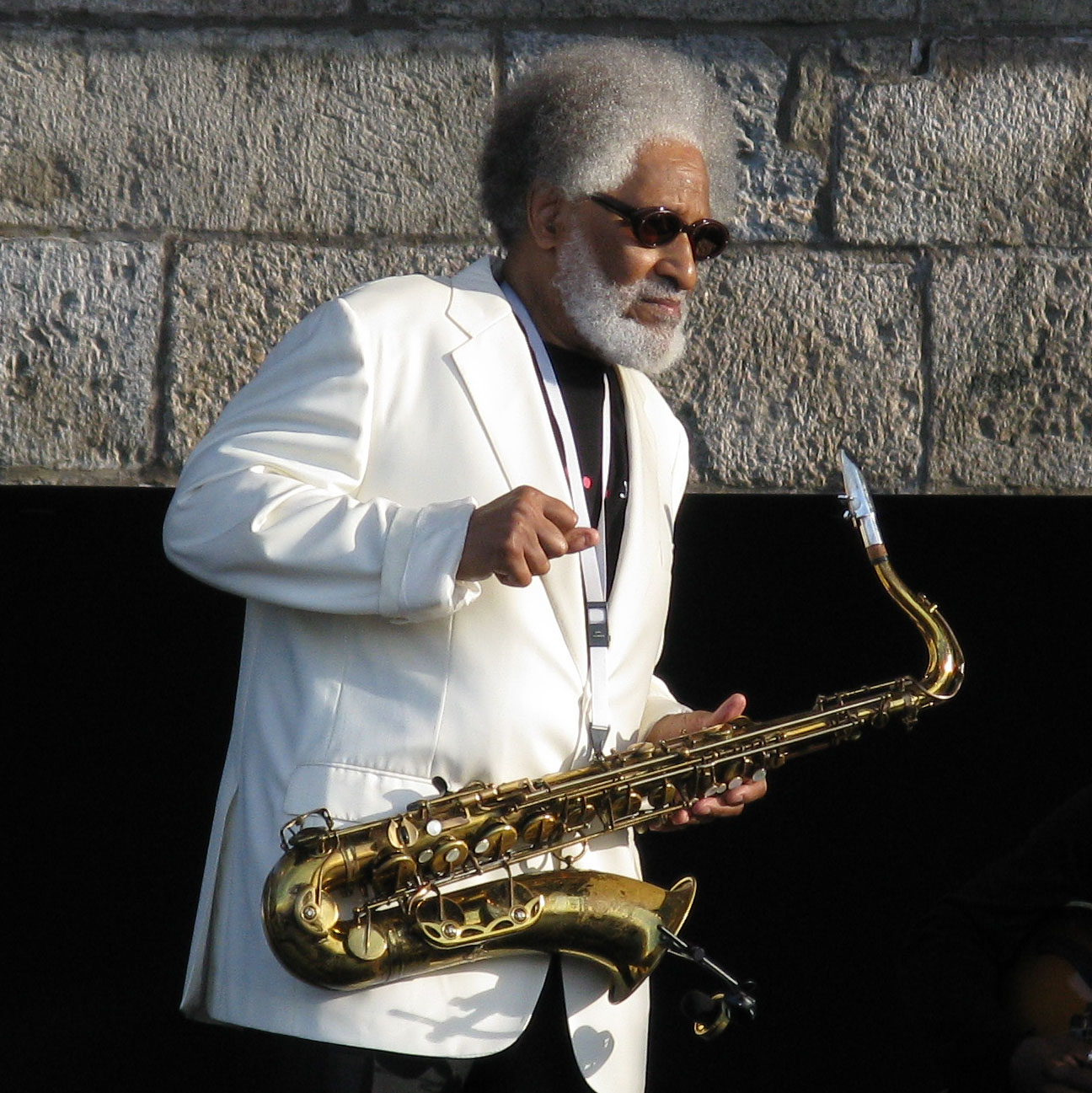
Sonny Rollins in Newport (2008)

## Diskografie (Auswahl)
- Thelonious Monk: MONK (Prestige, ed. 1956)
- Thelonious Monk/Sonny Rollins (Prestige, ed. 1956)
- Moving Out 1954 (Debütalbum als Leiter)
- Sonny Rollins Plus 4; Prestige/OJC 1956
- Tenor Madness; Prestige/OJC 1956 (im Duett mit John Coltrane)
- Saxophone Colossus; Prestige/OJC 1956 (mit Tommy Flanagan, Max Roach, Doug Watkins)
- Tour de Force; Prestige/OJC 1956
- Way Out West; Contemporary/OJC 1957
- Sonny Side Up, Verve 1957 (abwechselnd mit Dizzy Gillespie und Sonny Stitt)
- The Sound of Sonny; Riverside/OJC 1957
- Newk’s Time; Blue Note 1957
- A Night at the Village Vanguard; 2 CDs, Blue Note 1957
- Freedom Suite; Riverside/OJC 1958
- Sonny Rollins and the Contemporary Leaders; Contemporary 1958
- The Bridge; Bluebird/RCA 1962 (mit Jim Hall, Ben Riley, Bob Cranshaw)
- Our Man in Jazz; Bluebird/RCA 1962 (mit Billy Higgins, Don Cherry, Bob Cranshaw)
- Sonny Meets Hawk!; RCA 1963 (mit Coleman Hawkins und Paul Bley)
- Now’s the Time; RCA 1964 (mit Thad Jones, Herbie Hancock, Bob Cranshaw, Roy McCurdy)
- Alfie; Impulse! 1966
- East Broadway Rundown; Impulse! 1966
- Horn Culture; Milestone 1973
- Sunny Days, Starry Nights 1984
- G Man; Milestone 1987
- Global Warming Milestone 1998 (mit Cranshaw)[11]
- This Is What I Do; Milestone 2000
- Without a Song: The 9/11 Concert; Milestone 2005
- Sonny Please; Doxy Records 2006
- Road Shows: Vol. 1 (Live); Emarcy / Pgd 2008
- Road Shows: Vol. 2 (Live); Emarcy / Pgd 2011 mit Roy Haynes, Roy Hargrove, Jim Hall, Christian McBride und Ornette Coleman[12]
- Road Shows, Vol. 4 – Holding the Stage (Sony Music, 2016), u. a. mit Jerome Harris, Al Foster, Clifton Anderson, Stephen Scott, Bob Cranshaw, Bobby Broom, Victor Lewis, Jerome Jennings, Kimati Dinizulu, Peter Bernstein, Sammy Figueroa, Saul Rubin
- Rollins in Holland: The 1967 Studio & Live Recordings  (Resonance, ed. 2020)

## Zitat
„Ich bin mir sicher, Jazz ist die freieste, radikalste, herrlichste musikalische Ausdrucksform, um sich die Welt schön zu gestalten! Gerade weil einem der Jazz ein unglaubliches Maß an Überschwänglichkeit, Kreativität und Magie bietet. Jazz bringt dich weiter.“

## Belege
1. 1 2  Wolf Kampmann (Hrsg.), unter Mitarbeit von Ekkehard Jost: Reclams Jazzlexikon. Reclam, Stuttgart 2003, ISBN 3-15-010528-5, S. 445.
2. ↑  Sonny Rollins: „Ich habe einen Traum“. Die Zeit, 29. Juni 2006.
3. 1 2  Michael Fuchs-Gamböck: „Es ist das schönste Leben, das ich mir vorstellen kann“. Der neue Tag, 29. November 2008.
4. ↑  Porträt des Luckey’s Rendezvous bei Big Apple Jazz (Memento vom 4. Juli 2012 im Internet Archive)
5. 1 2 3 4  Andrian Kreye: Der Koloss – Zum 80. Geburtstag des Tenorsaxophonisten Sonny Rollins. Süddeutsche Zeitung, 7. September 2010, S. 13.
6. ↑  S. Yanow Jazz on Record – the first 60 years, 1917–1976. Backbeat Books, San Francisco 2003, 427.
7. ↑  Wolf Kampmann (Hrsg.), unter Mitarbeit von Ekkehard Jost: Reclams Jazzlexikon. Reclam, Stuttgart 2003, ISBN 3-15-010528-5, S. 446.
8. ↑  Christian Broecking: „Keine Zeit zu verschwenden“. Die Zeit, 26. Januar 2007.
9. ↑  Heinrich Oehmsen: „Der Riese aus Harlem mit dem rauen Ton“. Hamburger Abendblatt, 27. November 2008.
10. ↑  Archivierte Kopie (Memento des Originals vom 3. Februar 2017 im Internet Archive)  Info: Der Archivlink wurde automatisch eingesetzt und noch nicht geprüft. Bitte prüfe Original- und Archivlink gemäß Anleitung und entferne dann diesen Hinweis.
11. ↑  Christian Broecking: Jazz ist eine Protestmusik. Jungle World 2004.
12. ↑  Sonny Rollins: Road Shows - Meilenstein des Jazz (Besprechung (Nordwestradio)) (Memento vom 26. Dezember 2011 im Internet Archive)

| Personendaten    | Personendaten                              |
| ---------------- | ------------------------------------------ |
| NAME             | Rollins, Sonny                             |
| ALTERNATIVNAMEN  | Rollins, Theodore Walter (wirklicher Name) |
| KURZBESCHREIBUNG | US-amerikanischer Tenorsaxophonist         |
| GEBURTSDATUM     | 7. September 1930                          |
| GEBURTSORT       | New York, Vereinigte Staaten               |